# Yakalven
Yakalven är en sjö i Halmstads kommun i Halland och ingår i Fylleåns huvudavrinningsområde. Sjön är 3,7 meter djup, har en yta på 0,129 kvadratkilometer och befinner sig 172 meter över havet. Vid provfiske har abborre fångats i sjön.

## Delavrinningsområde
Yakalven ingår i det delavrinningsområde (630306-133929) som SMHI kallar för Utloppet av Skavsjön. Medelhöjden är 167 meter över havet och ytan är 20,26 kvadratkilometer. Det finns inga avrinningsområden uppströms utan avrinningsområdet är högsta punkten. Skifteboån som avvattnar avrinningsområdet har biflödesordning 2, vilket innebär att vattnet flödar genom totalt 2 vattendrag innan det når havet efter 40 kilometer. Avrinningsområdet består mestadels av skog (62 %) och sankmarker (23 %). Avrinningsområdet har 1,22 kvadratkilometer vattenytor vilket ger det en sjöprocent på 6 %.